# 手練手管
手練手管（てれんてくだ、しゅれんてくだ）とは、日本語の四字熟語の一つ。

## 意味
思うままに人を操り騙す方法や技術、及び、あの手この手で巧みに人をだます手段や方法。
「手練」は巧みな技、「手管」は人を自由に操る(騙す)手段。ともに人をだます手段や技術のことを指す同義語であり、これを重ねて強調した言葉。総じて人を巧みな技で思いのままに操ることを意味する。
（主に吉原の）花魁や遊女が客を引きつけるために、嘘をついたり、他の客に嫉妬させたり、気を持たせたりとあの手この手を用いたことを指す言葉として使われていた。
現在では「男女間の（性的なものも含めた）駆け引き」と言う意味合いで使われる事がある。

## 由来
手練（てだれ）が自由自在に管槍（くだやり）を扱うことから、その語源となったとされる説もあるが、実際には諸説あるため詳細は不明。